# مديرية جبل الشرق

تعديل مصدري - تعديل

مديرية جبل الشرق هي إحدى مديريات محافظة ذمار في اليمن. بلغ عدد سكانها 62034 نسمة عام 2004. ومديرية جبل الشرق هي إحدى مديريات آنس، وتشتهر بوديانها وجبالها.ومن اهم شخصيات مديريةجبل الشرق 
الشيخ ناصر احمد علي عبادي